# Helianthella
Helianthella es un género de plantas fanerógamas perteneciente a la familia de las asteráceas.  Comprende 31 especies descritas y de estas, solo 10 aceptadas.

## Taxonomía
El género fue descrito por Torr. & Gray y publicado en A Flora of North America: containing . . . 2(2): 333–334. 1842. La especie tipo es Helianthella uniflora (Nutt.) Torr. & A.Gray	

## Especies aceptadas
A continuación se brinda un listado de las especies del género Helianthella aceptadas hasta julio de 2012, ordenadas alfabéticamente. Para cada una se indica el nombre binomial seguido del autor, abreviado según las convenciones y usos.
- Helianthella californica A.Gray
- Helianthella castanea Greene
- Helianthella ciliata S.F.Blake
- Helianthella durangensis B.L.Turner
- Helianthella gypsophila B.L.Turner
- Helianthella mexicana A.Gray
- Helianthella microcephala (A.Gray) A.Gray
- Helianthella parryi A.Gray
- Helianthella quinquenervis (Hook.) A.Gray
- Helianthella uniflora (Nutt.) Torr. & A.Gray